# Церква священномученика Йосафата (Потік)
Церква священномученика Йосафата в Потоці — парафія і храм греко-католицької громади Козівського деканату Тернопільсько-Зборівської архієпархії Української греко-католицької церкви в селі Потік Тернопільського району Тернопільської области.

## Історія церкви
Завдяки коштам парафіян у 1936—1938 роках було збудовано храм, а сама парафія заснована в 1938 році. Архітектором церкви став Євген Нагірний зі Львова. 24 червня 1936 року храм освятив єпископ Іван Бучко.
З 1938 по 1946 рік парафія і храм належали до УГКЦ. У 1946—1989 роках вони перебували в юрисдикції РПЦ. У 1990 році парафія відновила свою діяльність у лоні УГКЦ. Протягом 1991—1993 років храм був зачинений через міжконфесійні конфлікти, але з 1993 року він остаточно належить УГКЦ.
11 вересня 1994 року єпископ Зборівсько-Бродівської єпархії Михаїл Колтун здійснив єпископську візитацію парафії.
При парафії діє Вівтарна дружина.
У власності парафії є храм.

## Парохи
- о. Микола Косович (1936—1940),
- о. Іван Недільський,
- о. Іван Дуда (1941—1946),
- о. Дмитро Долішняк,
- о. Євген Бойко,
- о. Омелян Кобель (1990—1992),
- о. Іван Кравець (1992—1994),
- о. Михайло Квасниця (з 18 серпня 1994).